# دانش‌آموختگی

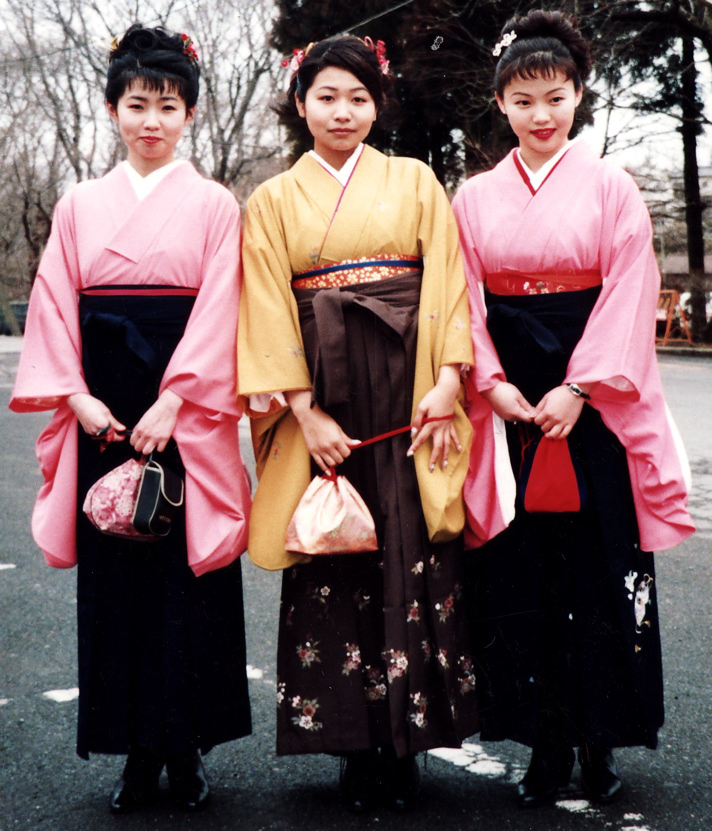
بانوان دانش‌آموخته از دانشگاهی ژاپنی

فارغ‌التحصیلی (به انگلیسی: Graduation)، اشاره به دریافت یک مدرک دانشگاهی توسط یک فرد دارد. ممکن است مراسمی برای اعطای مدرک به فارغ‌التحصیلان گرفته شود که به آن جشن فارغ‌التحصیلی می‌گویند. این مراسم معمولاً با حضور اعضای دانشگاه و دانشجویان نامزد فارغ‌التحصیلی انجام می‌گیرد.

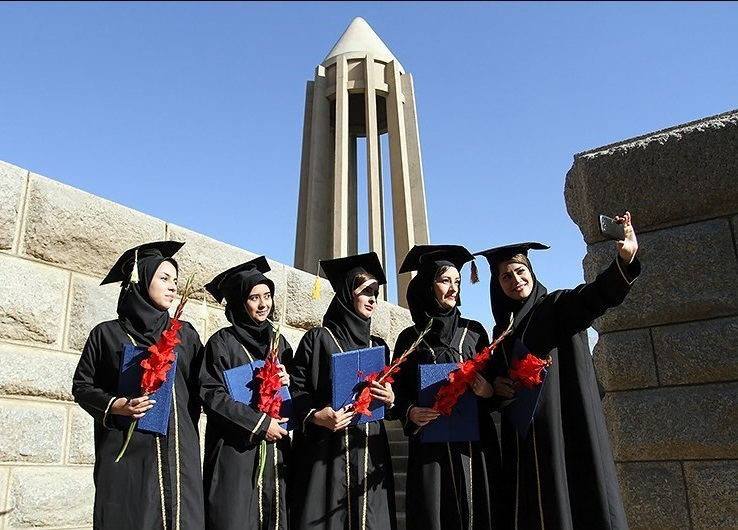
جشن فارغ‌التحصیلی دانشگاه بوعلی سینا

فارغ‌التحصیل به کسی گفته می‌شود که در یک مرکز آموزشی مراحل آموزشی مورد نظر را گذرانده و پس از کسب مدارج و صلاحیت‌های علمی از آن مرکز با رتبه علمی مورد نظر، دارای مدرک تحصیلی شده و از آن دوره با موفقیت فراغت یابد. معمولاً فارغ‌التحصیل را برای کسانی بکار می‌برند که مرحله‌ای از آموزش عالی را گذرانده باشند؛ فارغ‌التحصیل معمولاً از دوره کارشناسی، کارشناسی ارشد و دکترا فراغت یافته‌است.

## کاربردها
- در زندگینامه‌ها، کارنامه‌ها (رزومه‌ها) این مرتبه بیان می‌شود.
- در تعیین وزن علمی فرد نقش مهمی دارد چون مراکز آموزشی دارای رده‌بندی (رنکینگ) هستند.
- دانش آموختگان معمولاً دارای انجمن‌ها یا کانون‌هایی هستند که می‌تواند معرف فرد در بیان محل دانش‌آموختگی و گروه وی باشد.